# NGC 7068
NGC 7068 ist eine Spiralgalaxie vom Hubble-Typ Sc im Sternbild Pegasus auf der Ekliptik. Sie ist schätzungsweise 240 Millionen Lichtjahre von der Milchstraße entfernt und hat einen Durchmesser von etwa 50.000 Lichtjahren.
Am 26. Juni 2013 wurde hier die Typ-Ia-Supernova SN 2013ei beobachtet.
Das Objekt wurde am 7. November 1863 vom deutschen Astronomen Albert Marth entdeckt.